# Ida Veldhuyzen van Zanten
Ida Laura Veldhuyzen van Zanten (Hillegom, 22 juni 1911 - Emmen, 19 oktober 2000) was een Nederlands verzetsvrouw. Na de oorlog was zij maatschappelijk werkster in Ankeveen, 's-Graveland en Kortenhoef. Ze is de enige vrouw die het Vliegerkruis ontving.

## Jeugd
Ida Veldhuyzen groeide op in een gezin met zes broers. Haar vader was bollenkweker. Zijn familiebedrijf bestaat nog steeds en heet Koninklijke Van Zanten. Ze ging naar een kostschool in Zetten, waar ze Maria Sluis ontmoette, met wie zij tot het einde van haar leven bevriend bleef. Samen gingen ze studeren aan het Christelijk Instituut voor Christelijke Sociale Arbeid in Amsterdam. Ze woonden op een zolderverdieping en reisden veel, onder andere met een ossenkar naar de Pyreneeën. Ook gingen ze regelmatig liften op vrachtschepen.
Ze wilde graag KLM-stewardess worden, maar ze werd in 1936 afgewezen. Teleurgesteld ging ze een wereldreis maken van het geld dat ze net van haar ouders had geërfd. Via Amerika, Japan, China, Korea en Indonesië kwam ze weer thuis. Daarna vertrok ze naar Engeland en behaalde in 1938 haar vliegbrevet. Met behulp van Jan Leendert Plesman werd ze toen als stewardess bij de KLM aangenomen. In 1939 werd ze hostess op een pakketboot van Van Nieveld Goudriaan.
In mei 1940 was zij in Nederland. Ida bood haar diensten aan als vrijwilligster bij het Vrouwelijk Vrijwilligerskorps voor Hulp om door het bombardement op Rotterdam getroffen gezinnen te helpen.

## Engelandvaart
Twee pogingen om zeilend naar Engeland te ontkomen mislukten maar via Zwitserland en Spanje slaagde zij met Wil Kalkhoven en enige anderen er in de eerste helft van 1942 in Londen te bereiken.
Op 1 oktober 1942 verleende Koningin Wilhelmina haar het Kruis van Verdienste wegens "het in tijd van oorlog met groot beleid voorbereiden van hun ontsnapping uit het door den vijand bezet gebied van Nederland en het moedig en beleidvol uitvoeren van hun ontsnapping en reis naar Engeland, waaraan door het optreden van de vijand groote gevaren waren verbonden".

#### Pilote

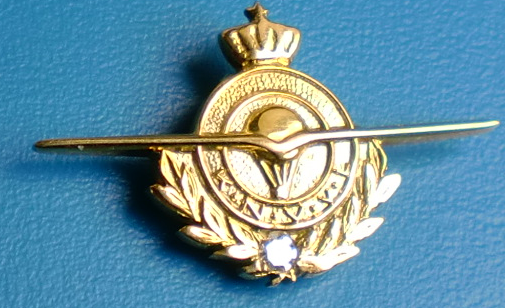
Gouden erespeld die door de KNVL in 1990 werd uitgereikt aan Ida Veldhuyzen van Zanten

In Engeland werd zij een van de vrouwelijke piloten die in de "Air Transport Auxiliary" vliegtuigen van de fabrieken naar de vliegvelden vloog. Dat was lastig (gevaarlijk) werk omdat men vaak slecht voorbereid de 100+ verschillende typen vliegtuigen moest kunnen besturen met vaak niet meer dan het handboek als leermeester voor de eerste vlucht op betreffend type. Zij maakte 583 vlieguren.
Op 7 februari 1947 verleende Koningin Wilhelmina haar, als enige vrouw tussen 697 mannen, het Vliegerkruis voor het "zich door daden van initiatief, moed en volharding gedurende een of meer vluchten in een luchtvaartuig onderscheiden, door in het tijdvak van 18 mei 1943 tot 30 september 1945, ingedeeld zijnde in de rang van officier in de organisatie van de "Air Transport Auxiliary", als bestuurster verschillende type vliegtuigen van de Geallieerde Luchtstrijdkrachten over te brengen van fabrieken in Groot-Brittannië naar verschillende Geallieerde oorlogsvliegbases en daarbij in solovluchten 583 vlieguren te maken". De Britse Koning verleende haar de, zeer algemene, "Defence Medal".
Ook na de oorlog bleef Ida Laura Veldhuyzen van Zanten vliegen. Zij vloog naar Kaapstad en bij een "Vliegend Circus".

In 1990 kreeg zij de gouden erespeld uitgereikt van de Koninklijke Nederlandse Vereniging voor Luchtvaart. Zij was op dat moment tachtig jaar oud en had al meer dan vijftig jaar gevlogen en meer dan tweeduizend vlieguren op haar naam staan. Ida Laura Veldhuyzen van Zanten was ook drager van het Verzetsherdenkingskruis.

## Na de oorlog
Met een Engelse vriend vloog ze na de oorlog met een M37 Miles Aerovan naar Zuid-Afrika, waar ze een bedrijfje opzette om mensen rond te vliegen. Toen haar gammele vliegtuigje het begaf was haar geld op en ging zij terug naar Nederland, waar ze maatschappelijk werkster werd. Haar nieuwe hobby werd zweefvliegen. Godfried Bomans werd door haar geïnspireerd en schreef een reportage over zweefvliegen.
Ida Veldhuyzen van Zanten overleed aan een hartinfarct.

## Onderscheidingen

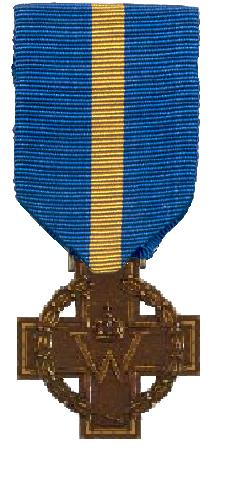
Kruis van Verdienste
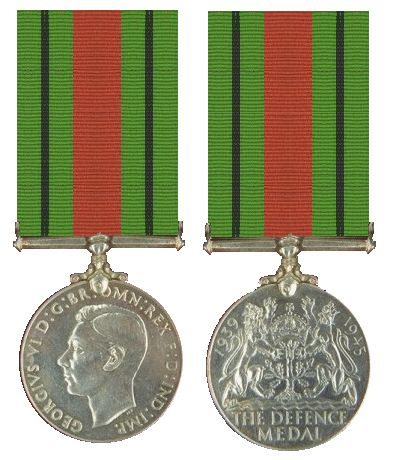
Defence Medal 1945
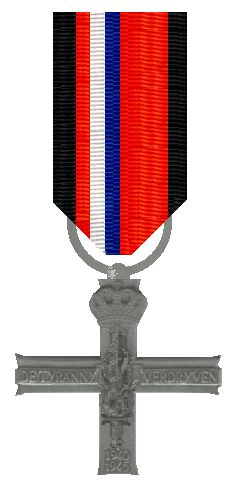
Verzetsherdenkings Kruis
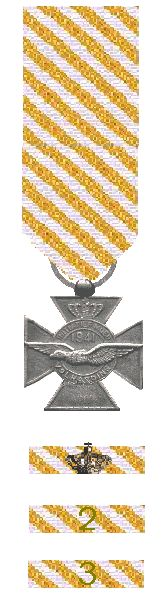
Vliegerkruis en baton

- Kruis van Verdienste, 1 oktober 1942[1]
- Defence Medal 1939-1945
- Vliegerkruis, 7 februari 1948[2]
- Verzetsherdenkingskruis